# Rio Chattahoochee
O Rio Chattahoochee ou Chattahoochee River nasce nas fronteiras da Geórgia, Alabama e Flórida e desagua no Golfo do México. O Chattahoochee se estende por cerca de 690 km. Forma, junto com os rios Flint e Apalachicola, a ACF River Basin. O nome Chattahoochee tem origem nas palavras de língua muskogean chato e huchi, que significa rocha marcada.

## Curso
A nascente do rio Chattahoochee está localizada em Jacks Gap, no sopé sudeste de Jacks Knob , no extremo sudeste do condado de Union, nas montanhas Blue Ridge, um subgrupo das Montanhas dos Apalaches. As cabeceiras do rio fluem para o sul a partir de cordilheiras que formam o Tennessee Valley Divide. A trilha dos Apalaches atravessa as cabeceiras mais altas do rio. A fonte e o curso superior do Chattahoochee encontram-se na Floresta Nacional de Chattahoochee.
De sua nascente nas Montanhas Blue Ridge, o rio Chattahoochee flui para sudoeste até Atlanta e através de seus subúrbios. Eventualmente, torna-se sul para formar a metade sul da linha de estado da Geórgia/Alabama. Fluindo através de uma série de reservatórios e lagos artificiais, flui por Colombo, a terceira maior cidade da Geórgia, e a base do Exército de Fort Benning. Em Columbus, atravessa a linha de outono do leste dos Estados Unidos.
Do Lago Oliver até Fort Benning, o Chattahoochee Riverwalk oferece ciclismo, patins e caminhadas a 24 km das margens do rio. Mais ao sul, ela se funde com o rio Flint e outros afluentes no Lago Seminole, perto de Bainbridge, para formar o rio Apalachicola, que desagua no Panhandle da Flórida. Embora o mesmo rio, esta parcela foi dado um nome diferente por colonos separados em diferentes regiões durante os tempos coloniais.

## Fronteiras do rio

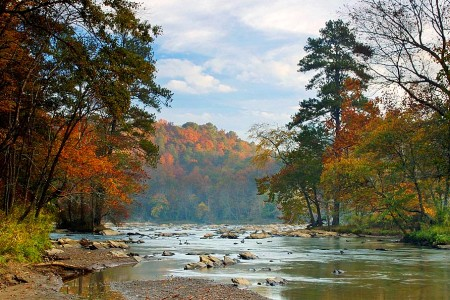
O Vale do Rio Chattahoochee no outono.

Em vários pontos, o Chattahoochee serve como limite entre vários condados e cidades, além de formar a metade inferior do limite entre o Alabama e a Geórgia.
Dentro da Geórgia, divide;
- Condado de Habersham e Condado de White
- Condado de Forsyth e Condado de Hall
- Condado de Forsyth e Condado de Gwinnett
- Condado de Fulton e Condado de Gwinnett
- Sandy Springs e Roswell
- Condado de Cobb e Condado de Fulton
- Condado de Douglas e Condado de Fulton
- Condado de Carroll e Condado de Fulton
- Condado de Carroll e Condado de Coweta
- Georgetown, Geórgia e Eufaula, Alabama

## Cultura popular
A beleza do rio Chattahoochee é comemorada no épico poema The Song of the Chattahoochee (1877), pelo famoso poeta georgiano Sidney Lanier. Lake Lanier no Chattahoochee é nomeado para ele .
O artista de música country Alan Jackson lançou sua música "Chattahoochee" em 1993 como um single de seu álbum A Lot About Livin '(E um pouco de amor). "Chattahoochee" recebeu os prêmios da Country Music Association para Single of the Year e Song of the Year .

## Galeria

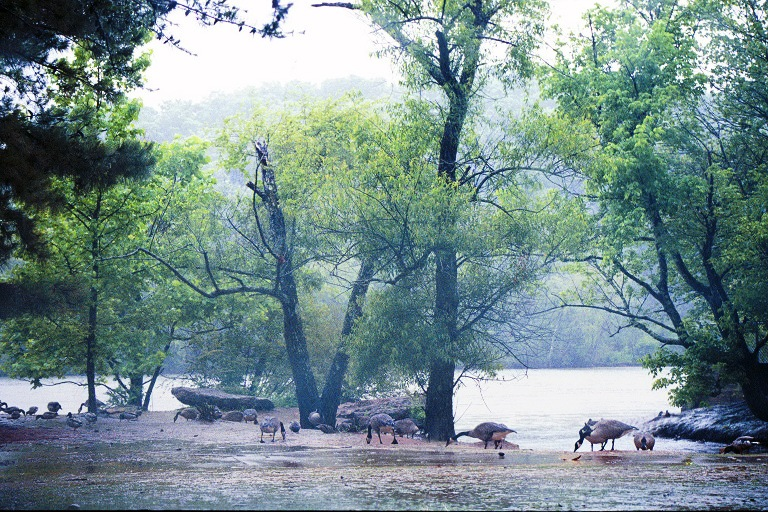
Margem do Rio Chattahoochee.
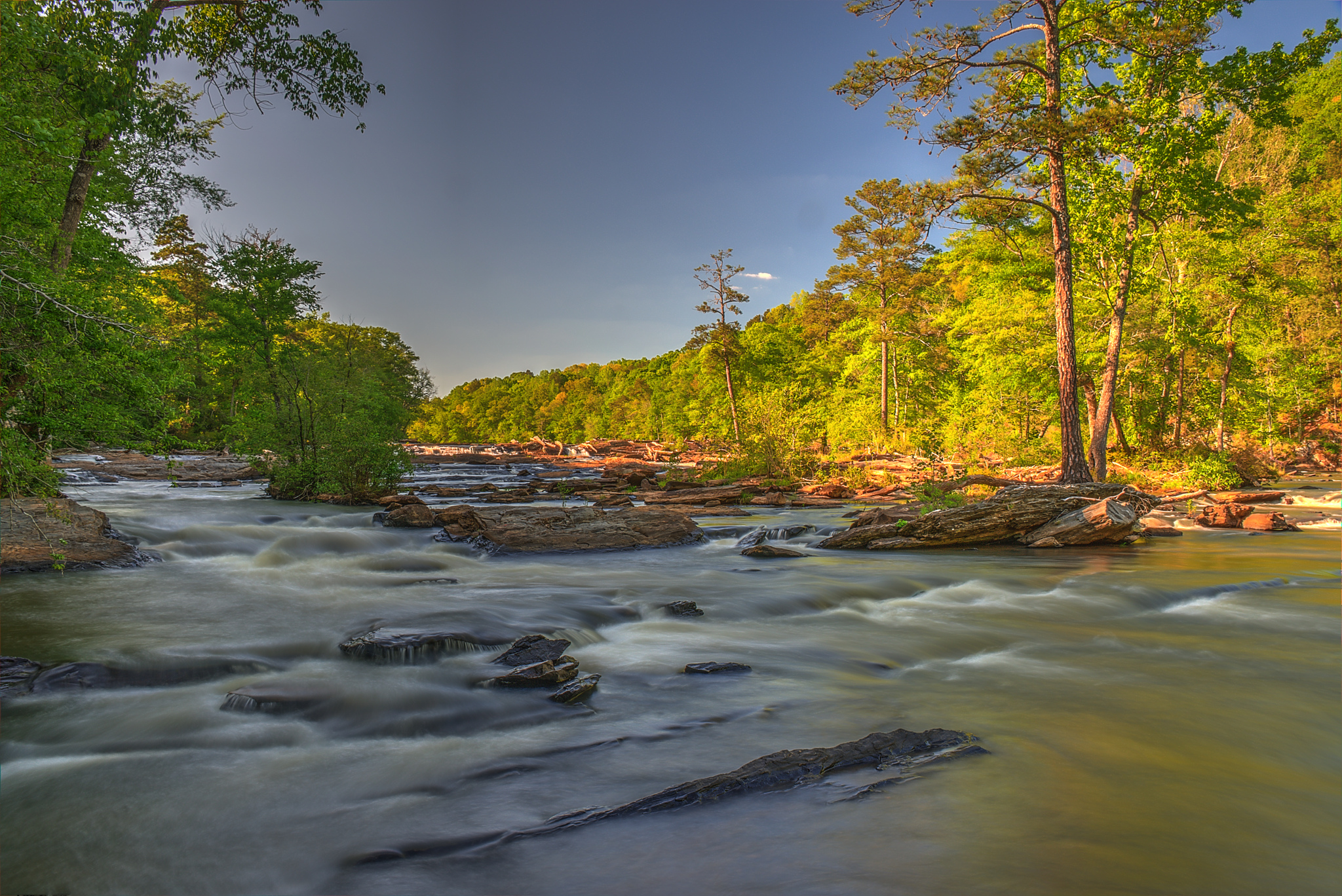
Sweetwater Creek.
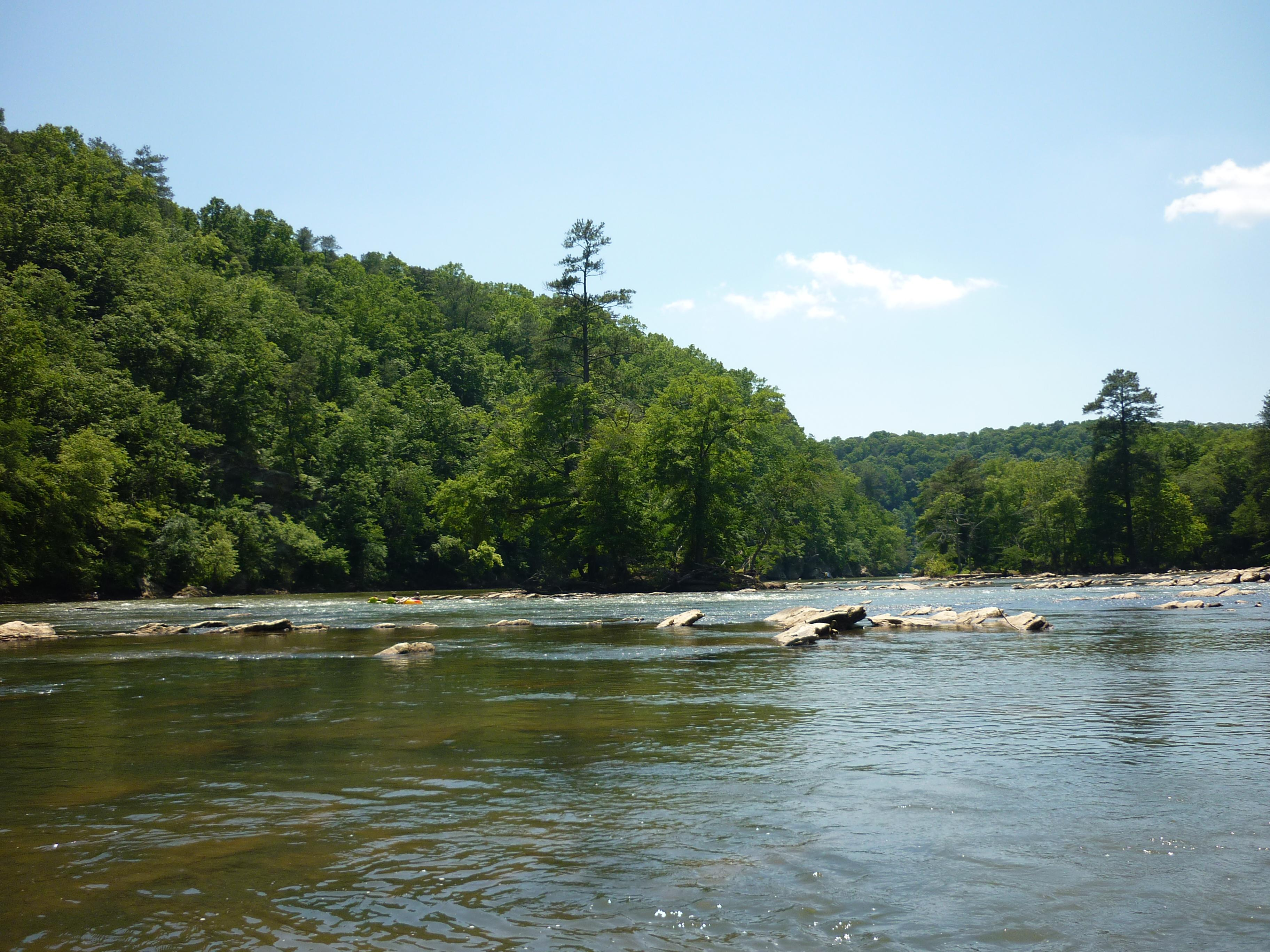
Chattahoochee no Condado de Fulton, Geórgia.
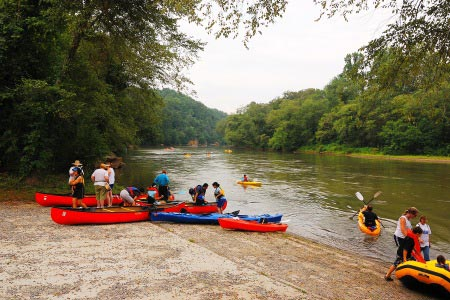
Visitantes com caiaques e canoas no Chattahoochee.
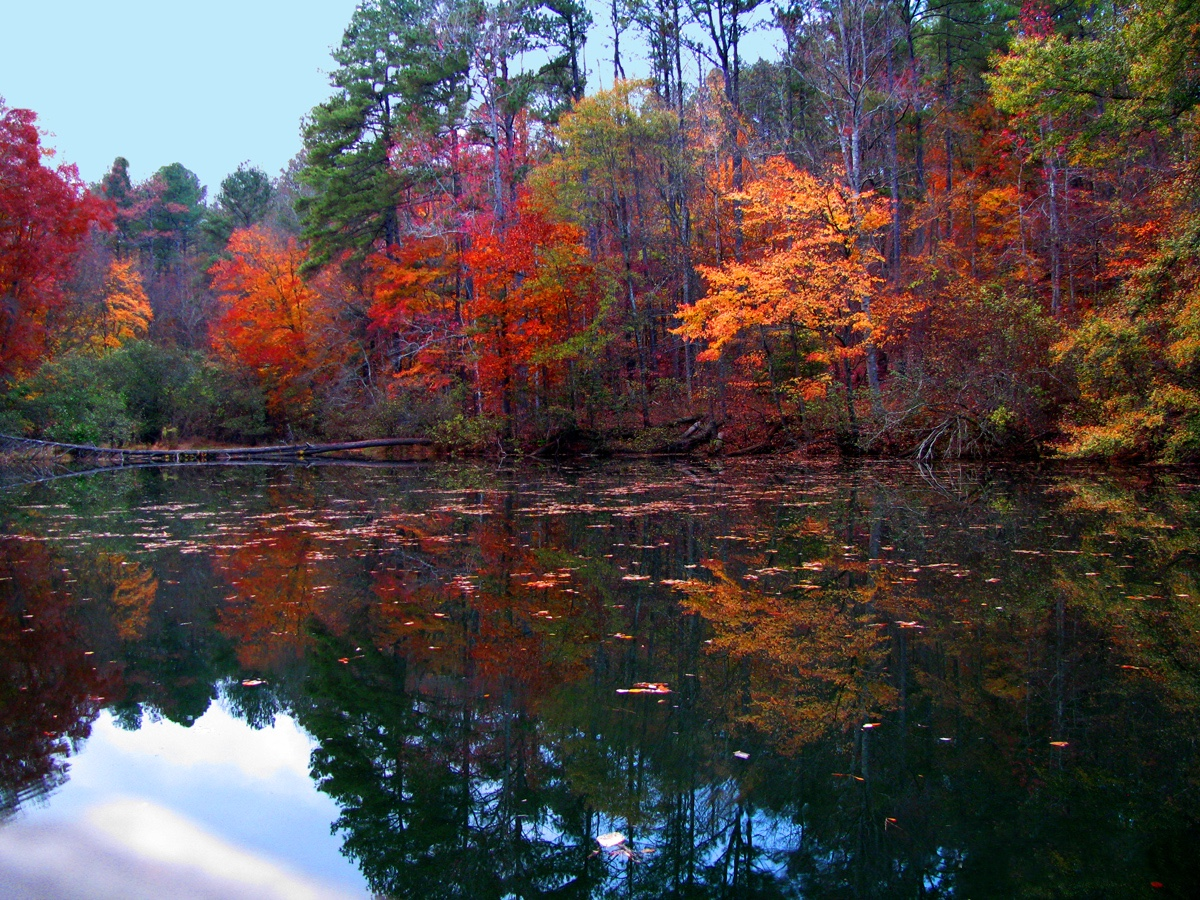
Lago de recreação do Rio em Ilha Ford Park, Sandy Springs na Geórgia.